# La Palmita y Anexos
La Palmita y Anexos är en ort i Mexiko.   Den ligger i kommunen Culiacán och delstaten Sinaloa, i den västra delen av landet, 1 100 km nordväst om huvudstaden Mexico City. La Palmita y Anexos ligger 76 meter över havet och antalet invånare är 1 203.
Terrängen runt La Palmita y Anexos är platt åt sydost, men åt nordväst är den kuperad. Runt La Palmita y Anexos är det ganska tätbefolkat, med 155 invånare per kvadratkilometer. Närmaste större samhälle är Culiacán, 14,7 km söder om La Palmita y Anexos. Trakten runt La Palmita y Anexos består till största delen av jordbruksmark.